# Baskervilla leptantha
Baskervilla leptantha är en orkidéart som beskrevs av Robert Louis Dressler. Baskervilla leptantha ingår i släktet Baskervilla och familjen orkidéer.
Artens utbredningsområde är Costa Rica. Inga underarter finns listade i Catalogue of Life.